# Maserati Quattroporte II
Der Maserati Quattroporte II (intern: Tipo AM 123) ist ein viertüriger Sportwagen des italienischen Automobilherstellers Maserati, der im Herbst 1974 vorgestellt wurde. Der Quattroporte II wurde unter der Leitung von Citroën entwickelt und war technisch so eng wie kein anderer Maserati mit zeitgenössischen Citroën-Modellen verwandt. Er war der einzige frontangetriebene Personenwagen in der Geschichte der italienischen Marke. Das Projekt kam nicht über das Prototypenstadium hinaus. Es endete, als Alejandro de Tomaso im Jahr 1975 Maserati von Citroën übernahm. An die Stelle des Quattroporte II trat wenig später der auf De-Tomaso-Technik beruhende Quattroporte III.

## Entstehungsgeschichte
Maserati bot mit dem 1963 vorgestellten Quattroporte I erfolgreich einen sportlichen Luxuswagen an, 1970 endete dessen Produktion, da der von Pietro Frua gestaltete Wagen äußerlich und technisch veraltet war. Frua entwarf daher 1971 den Maserati Quattroporte (Tipo AM121), der technisch auf dem Maserati Indy beruhte. Obwohl das Auto anlässlich mehrerer Ausstellungen positive Presseberichte erhielt, entschied sich Maseratis Eigentümer, der französische Automobilhersteller Citroën, gegen eine Serienfertigung. Frua verkaufte das Ausstellungsstück 1972 nach Spanien, möglicherweise an den späteren spanischen König Juan Carlos I. Ein zweites Exemplar wurde 1974 für Karim Aga Khan IV. hergestellt, beide Fahrzeuge existieren noch. Es gibt Gerüchte über einen dritten Frua-Quattroporte, der in den 1980er-Jahren ebenfalls in Spanien gestanden haben soll.
Statt des Frua-Entwurfs entschied sich Citroën für die Entwicklung eines eigenen Quattroporte, der in weit größerem Umfang als die bisherigen Maserati-Modelle auf Serientechnik des französischen Herstellers zurückgreifen sollte. Der Quattroporte II wurde so im Grunde zu einer verlängerten Stufenheckversion des Citroën SM, mit dem er die wesentlichen Technikkomponenten teilte.

## Modellbeschreibung

### Technik

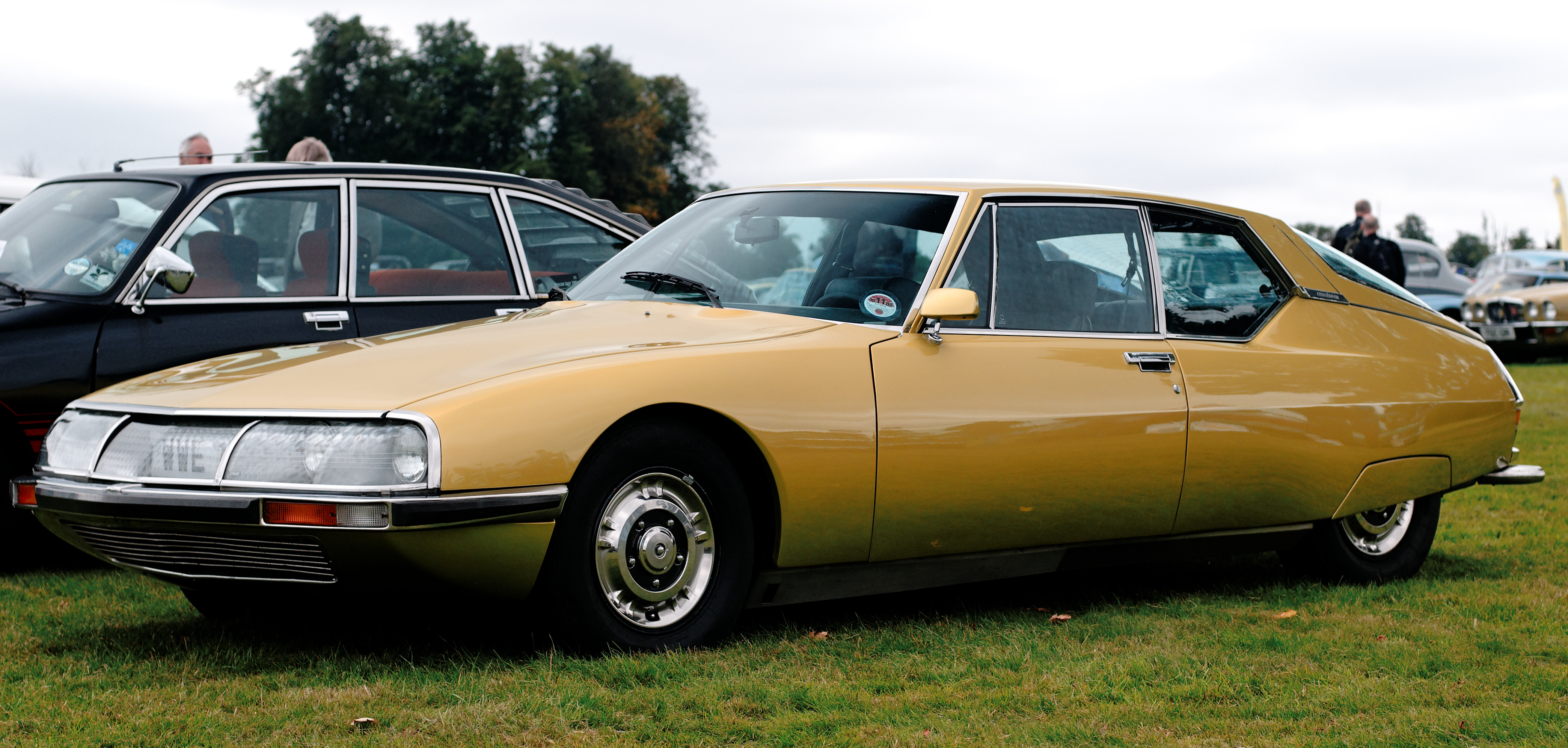
Lieferte die Antriebstechnik für den Maserati Quattroporte II: Der Citroën SM

Für den Quattroporte II übernahm Maserati vom Citroën SM die gesamte Antriebstechnik, das Fahrwerk mit gleich langen Doppelquerlenkern vorn und parallelen Schwingen hinten, hydropneumatischer Federung, die servounterstützte Lenkung und die Bremsanlage. Der Quattroporte II war damit wie der SM als frontgetriebenes Auto ausgelegt. Als Antrieb wurde der Sechszylindermotor verwendet, den Maserati für den SM entwickelt hatte. Er erschien hier in der vergrößerten, im SM ab 1973 lieferbaren 3,0-Liter-Version, die 140 kW (190 PS) abgab. Wenigstens ein Exemplar des Quattroporte II erhielt eine nochmals vergrößerte, im SM nicht lieferbare Version des Motors mit einem Hubraum von 3,2 Litern und einer Leistung von 147 kW (200 PS), nach anderen Quellen 162 kW (220 PS). Als Kraftübertragung diente ein manuell zu schaltendes Fünfganggetriebe von Citroën; ein Automatikgetriebe war als Alternative vorgesehen.

### Karosserie und Innenraum

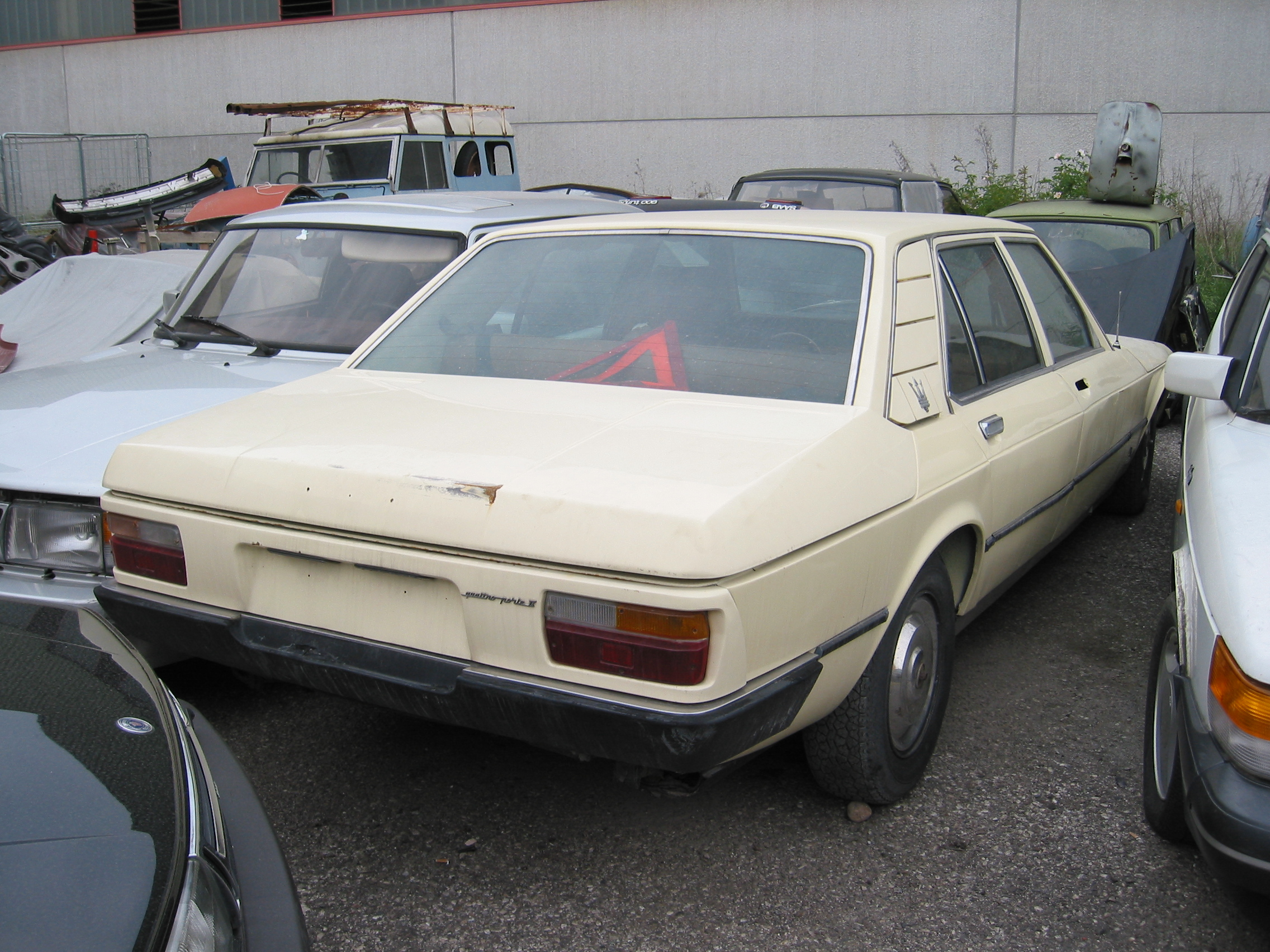
Heckansicht des Quattroporte II

Die Karosserie des Quattroporte II wurde von Bertone entworfen, ausführender Designer war Marcello Gandini. Das Auto mit Stufenheckkarosserie hatte keine Ähnlichkeiten mit früheren Maserati-Modellen. Sie erinnerte vielmehr an die ebenfalls von Bertone gestaltete BMW 5er-Serie. Familienähnlichkeit bestand zum Citroën SM insoweit, als auch der Quattroporte II sechs Frontscheinwerfer hinter einer Glasabdeckung hatte, von denen die inneren beweglich waren und dem Lenkeinschlag folgten.
Am Heck waren die Rückleuchten des Lancia 2000 installiert, die von einer Kunststoffblende eingefasst und leicht verfremdet waren. Vorn und hinten trug der Quattroporte II wuchtige, schwarz lackierte Kunststoffstoßfänger.
Eigenständiges Gestaltungsmerkmal des Quattroporte II waren die weit in die Wagenseiten hineinreichenden Motor- und Kofferraumhauben, die bis zur seitlichen Lichtkante herunterragten. Sitze, Armaturenbrett, Türen und Dachhimmel waren mit Leder verkleidet. Das Armaturenbrett war mit Einlagen aus Pfefferbaumholz verziert.
Der Quattroporte II war zudem ein relativ schweres Fahrzeug, denn mit dem 3,0 Liter-Motor wog er – je nach Quelle – 1,6 oder 1,8 Tonnen.

### Fahrleistungen und Fahrverhalten
Der Quattroporte II war – anders als sein direkter Vorgänger – kein herausragend sportliches Auto. Er war ähnlich schwer wie der Quattroporte I, hatte aber deutlich weniger Leistung. Die Höchstgeschwindigkeit der 3,0 Liter-Version lag bei 190 km/h; die Beschleunigung von 0 auf 100 km/h wurde mit 10 Sekunden angegeben. Spätere Testfahrer bezeichnen diese Angaben als „optimistisch“.
Das Fahrverhalten wird als „weich“ und „unsportlich“ beschrieben. Die hydraulisch unterstützte Lenkung war sehr direkt und ließ nur wenig Widerstand spüren. Insgesamt wurde bemängelt, dass das Auto keine Lust darauf mache, schnell gefahren zu werden.

## Vorstellung und Produktionsumfang
Der Maserati Quattroporte II wurde am 3. Oktober 1974 auf dem Pariser Autosalon öffentlich vorgestellt; auch auf dem Genfer Auto-Salon im März 1975 wurde er präsentiert. Bei dieser Ausstellung wurde eine auf 3,2 Liter vergrößerte Motorisierung angekündigt, aber nicht gezeigt. In den folgenden Monaten wurde Maserati zahlungsunfähig; im August 1975 schließlich übernahm Alejandro de Tomaso den traditionsreichen Sportwagenhersteller. Seit März 1975 waren keine Entwicklungsarbeiten am Quattroporte II mehr vorgenommen worden, unverzüglich nach der Übernahme Maseratis gab de Tomaso das Projekt auf.
Die Angaben über den Produktionsumfang sind unterschiedlich, einige Quellen sprechen von fünf Exemplaren, andere von neun; die meisten gehen von einer Gesamtproduktion von 13 Fahrzeugen aus.
Nach überwiegender Ansicht wurden bis 1975 sechs Vorserienexemplare des Quattroporte II herstellt, einige davon wurden bei Crash-Tests zerstört, außerdem entstanden Rohkarosserien und Ersatzteile für weitere Fahrzeuge. Die Rohkarosserien standen teilweise mehrere Jahre lang auf dem Maserati-Werksgelände. Bis 1978 wurden aus den vorhandenen Teilen in Handarbeit nach und nach insgesamt sieben weitere Fahrzeuge aufgebaut. In den deutschen Autokatalogen wurde der Quattroporte II bis 1977 als lieferbar beschrieben.
Die Quattroporte II wurden für den europäischen Markt nicht homologisiert, konnten in der Europäischen Wirtschaftsgemeinschaft also nicht verkauft werden. Die meisten Fahrzeuge wurden nach Spanien exportiert, von dort aus wurden sie nach Südamerika und in den Mittleren Orient verkauft.

## Scheitern: Gründe und Spekulationen
Die Entwicklung des Quattroporte II endete, als Alejandro de Tomaso im Sommer 1975 Maserati übernahm. Die Entscheidung, auf eine Serienfertigung des Quattroporte II zu verzichten, ist zunächst als Bruch mit der bisherigen Citroën-Ära zu verstehen. Nach der Übernahme durch De Tomaso war Maserati wieder eine rein italienische Marke; dieser Eindruck sollte nicht durch ein Top-Modell verwässert werden, das deutlich die Wurzeln des früheren französischen Eigentümers erkennen ließ.
Abgesehen davon ranken sich um den Quattroporte II verschiedene Spekulationen. Sie haben mit der Frage zu tun, auf wessen Initiative die Entwicklung des Quattroporte zurückzuführen ist. Einige Autoren sind der Auffassung, dass die Entwicklung des Quattroporte II ihren Ursprung bei Citroën hatte, wo in den späten 1960er Jahren eine Limousinen-Version des SM entwickelt werden sollte. Das Projekt habe sich schnell wegen der Größe des Autos und der mangelnden Leistungsfähigkeit des Motors als problematisch erwiesen. Es wird daher die Auffassung vertreten, Citroën habe das Projekt 1971 an Maserati weitergegeben bzw. abgeschoben, um dem italienischen Konstrukteur die Schuld für das absehbare Scheitern der großen Limousine zu geben. Als Unterstützung für diese Theorie wird angeführt, dass der Quattroporte II anders als die unter Citroën-Führung entwickelten Modelle Bora, Merak und Khamsin keinerlei Bezug zu Maserati gehabt habe, sondern im Grunde ein großer Citroën gewesen sei.

## Weiterverwendung der Konstruktion
Einige Quellen berichten, dass der französische Automobilhersteller Renault 1975 Interesse an der Übernahme der Quattroporte II-Konstruktion gehabt haben soll. Danach wollte Renault den Wagen mit einem eigenen Sechszylindermotor ausrüsten und ihn oberhalb der kurz zuvor präsentierten Modelle Renault 20/30 als Oberklassemodell positionieren. Diese Überlegungen wurden allerdings nicht weiterverfolgt.

## Gebrauchtwagenmarkt
Es ist nicht bekannt, wie viele der 13 hergestellten Quattroporte II noch existieren. Ein Fahrzeug stand zu Beginn des 21. Jahrhunderts in Deutschland, ein weiteres in Großbritannien.
Auf dem europäischen Gebrauchtwagenmarkt ist der Quattroporte II nahezu nicht präsent. Ein Fachmagazin nannte im Sommer 2011 einen Preis von 85.000 Euro für einen Quattroporte II in exzellentem Zustand. Im August 2011 wurde ein Exemplar des Quattroporte II in Großbritannien zu einem Preis von 125.000 Pfund zum Kauf angeboten.

## Technische Daten
| Datenblatt Maserati Quattroporte II  | Datenblatt Maserati Quattroporte II                               | Datenblatt Maserati Quattroporte II                               |
| Maserati                             | Quattroporte II 3000                                              | Quattroporte II 3200                                              |
| ------------------------------------ | ----------------------------------------------------------------- | ----------------------------------------------------------------- |
| Motor:                               | Sechszylinder-V-Motor (Viertakt), Gabelwinkel 90°                 | Sechszylinder-V-Motor (Viertakt), Gabelwinkel 90°                 |
| Hubraum:                             | 2965 cm³                                                          | 3200 cm³                                                          |
| Bohrung × Hub:                       | 91,6 × 75 mm                                                      |                                                                   |
| Leistung bei 1/min:                  | 190 PS bei 6000                                                   | 200 PS bei 6000                                                   |
| Verdichtung:                         | 8,75 : 1                                                          | 8,75 : 1                                                          |
| Gemischaufbereitung:                 | 3x1 Weber 44                                                      | 3x1 Weber 44                                                      |
| Ventilsteuerung:                     | Vier obenliegende Nockenwellen                                    | Vier obenliegende Nockenwellen                                    |
| Kühlung:                             | Wasserkühlung                                                     | Wasserkühlung                                                     |
| Getriebe:                            | manuell geschaltetes Fünfganggetriebe wahlweise Automatikgetriebe | manuell geschaltetes Fünfganggetriebe wahlweise Automatikgetriebe |
| Radaufhängung vorn:                  | doppelte Querlenker, Gasfedern (Hydropneumatik)                   | doppelte Querlenker, Gasfedern (Hydropneumatik)                   |
| Lenkung:                             |                                                                   |                                                                   |
| Radaufhängung hinten:                | Parallelschwingen Gasfedern (Hydropneumatik)                      | Parallelschwingen Gasfedern (Hydropneumatik)                      |
| Bremsen:                             | vorne und hinten Scheibenbremsen, vorne innenliegend              | vorne und hinten Scheibenbremsen, vorne innenliegend              |
| Karosserie:                          | Stahl, selbsttragend                                              | Stahl, selbsttragend                                              |
| Radstand:                            | 3070 mm                                                           | 3070 mm                                                           |
| Abmessungen (Länge × Breite × Höhe): | 5130 × 1870 × 1370                                                | 5130 × 1870 × 1370                                                |
| Leergewicht:                         | ca. 1600 kg                                                       | ca. 1600 kg                                                       |
| Höchstgeschwindigkeit:               | 190 bis 200 km/h                                                  | 190 bis 200 km/h                                                  |